# Trainingspak

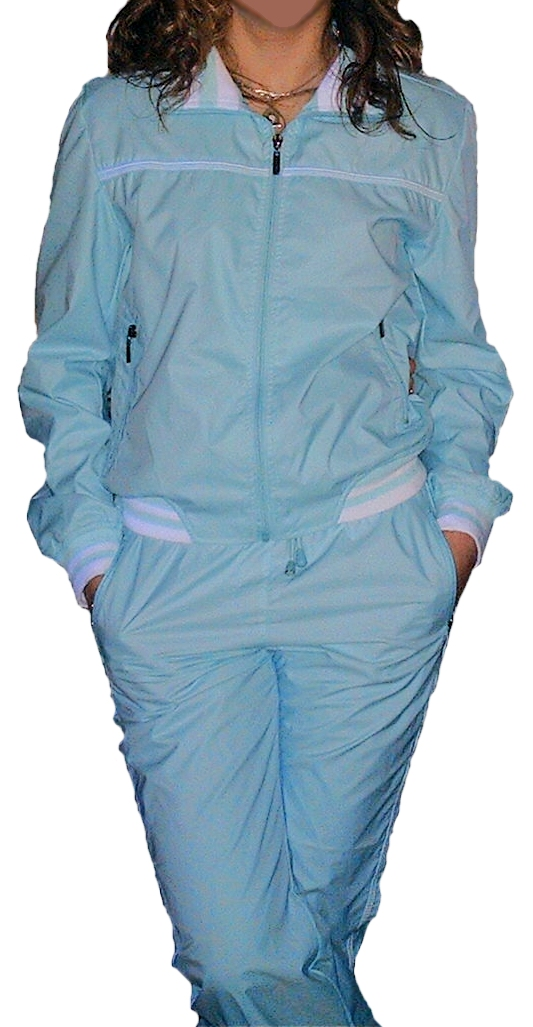
Een vrouw in een trainingspak

Een trainingspak is een set sportkleding bestaande uit een broek (trainingsbroek) en een jasje (trainingsjas of -jack) of (capuchon)trui. Hoewel bedoeld om in te trainen, worden trainingspakken ook vaak gedragen als vrijetijdskleding.
Door hiphopacts als Run-D.M.C. worden (vooral adidas-)trainingspakken geassocieerd met de (old-skool) hip-hop-cultuur. In de jaren 90 behoorde een trainingspak van de merken Australian of Cavello tot de standaardgarderobe van de gabbers.
Trainingspakken zijn doorgaans gemaakt van katoen, nylon, polyester of microvezel. Ook combinaties van materialen komen voor. Veel fabrikanten kiezen materialen die licht dragen, een grote beweeglijkheid toestaan en zweet absorberen en/of afdrijven.
Trainingspakken staan ook bekend onder de namen track suits of kortweg trackies.
Een joggingpak is een set sportkleding bestaande uit een broek (joggingbroek) en een (capuchon)trui of vest met ritssluiting. In vergelijking met een trainingspak is een joggingpak gemaakt van dikker materiaal, meestal een samenstelling van katoen en polyester.
Hoewel ooit bedoeld om in te sporten, worden joggingpakken ook vaak gedragen als vrijetijdskleding. Een gekscherende bijnaam voor het joggingpak (of trainingspak) is ook wel campingsmoking. De bijnaam pitbull-smoking verwijst naar een type mens dat graag in trainingspak zijn pitbull uitlaat.
Een huispak is een set dameskleding in de vorm van een joggingpak van comfortabel, warm en zacht materiaal speciaal bedoeld voor binnenshuis. Fleece wordt veel gebruikt en ook een model als jumpsuit of onesie komt voor.